# Tephritis bushi
Tephritis bushi
 es una especie de insecto díptero del género Tephritis, familia Tephritidae. Hardy y Drew la describieron en 1996.
Se encuentra en Australia.